# Los Magueyitos
Los Magueyitos är en ort i Mexiko.   Den ligger i kommunen Tecoanapa och delstaten Guerrero, i den södra delen av landet, 260 km söder om huvudstaden Mexico City. Los Magueyitos ligger 881 meter över havet och antalet invånare är 783.
Terrängen runt Los Magueyitos är huvudsakligen kuperad. Los Magueyitos ligger uppe på en höjd. Runt Los Magueyitos är det ganska tätbefolkat, med 65 invånare per kvadratkilometer. Närmaste större samhälle är Colotepec, 6,3 km sydost om Los Magueyitos. I omgivningarna runt Los Magueyitos växer huvudsakligen savannskog.